# 新丰镇 (饶平县)
新丰镇，是中华人民共和国广东省潮州市饶平县下辖的一个乡镇级行政单位。

## 行政区划
新丰镇下辖以下地区：
丰联社区、新光社区、汕水社区、新山村、溁东村、溁西村、上葵村、新葵村、下葵村、大光村、扬康村、洞泉村、三中村、中联村、新康村、锡康村、泮洋村、仙坑场村和坪缺场村。

## 信仰
新康村
- 骏峰庙：内安赵氏王爷。
- 福康宫：内安三山王爷。
- 安福庙：内安保生大帝。

中联村
- 杨成伯公庙：内安杨成公。
- 营前宫：内安王爷。
- 白石寺：内安白石娘娘、慈悲娘娘。

新光社区
- 三山国王庙：内安三山国王。

新山村
- 三国王爷庙：内安三国王爷。

## 姓氏由來
钟姓， 周武王封地钟离而得姓，东晋末年南迁，经福建宁化、长汀至广东大埔百侯，后裔再迁饶平县下善钟屋，新丰大光和九村、饶洋等处。
赖姓， 出自周朝，以国为姓，45世祖赖朝英任福建汀州宁化知县，后定居福建石壁城田心为开基祖，其裔孙于明初择广东饶平县上饶上坪村置业创基，另一支创于饶平新丰葵坑，蔡子角等处。
詹姓， 先祖原居江西广昌县，宋靖康间，因避金兵寓福建宁化。宋末，东潞之父携八郎，九郎入广东海阳县。元初入饶平。祖居饶平县钱塘、白水塘后徒上饶西瓜园。其後派居饒平上饶、饶洋、新丰、三饶等地。
詹姓， 于1864年，詹氏祖公于广东饶平饶洋名扬楼、八丝楼迁新丰镇中联村角仔里及三斗坑上角尾、山下铺石角里居住。因地处偏僻并创建月恒楼而取名角仔里。
王姓， 本县王姓居民入饶始祖为王淳质。元延祐二年（1315年），江西蔡五九起义军攻克福建汀州宁化，淳质携妻挈子逃避入广东饶平县。王淳质四子惟平创居饶平新丰墩上。
廖姓， 出自周朝廖国，世居河南中部地区，黄巢起义后，为避战乱，迁福建宁化石壁，后裔一路南迁，于明洪武年间(1399- 1402)，支派再由福建龙岩永定坎市迁至广东饶平县新丰深东里杨，为饶平廖氏之发祥地。
沈姓， 南宋时期沈启承入闽任汀州知府，其子沈廷辅为朝廷命官，升任山西巡按后至谏议大夫。南宋末年，迁居福建省建宁府建阳县。裔孙万一郎迁至广东省潮州府海阳县之弦歌都新丰(今饶平新丰)。
陈姓， 南宋宁宗（公元1195—1201年）陈自强科举中状元，其子后为福建宁化知县，定居福建汀州宁化石壁村。明成化初年陈廷植由福建宁化迁居今广东饶平县饶洋镇洋较埔。陈氏另一房也迁至今新丰上葵陈屋。
陈姓， 先祖陳旺興 居福建寧化縣，後裔於清朝康熙年間由福建詔安縣大溪鎮蜈蚣坑(今平和縣大溪鎮店前)再遷廣東饒平縣新豐鎮濚西陳屋村。
巫姓， 永嘉之乱”南迁苏皖。再迁赣、闽、粤。明朝隆庆末年万历初年，一巫氏后裔由福建省汀府宁化县石壁村迁入今广东饶平县新丰镇横溪下寨巫厝。
邱姓， 始于宋朝邱法言，号三郎。邱法言由河南迁居福建汀洲宁化石壁村丘家坊，三子三五郎，居福建宁化，登进士，诰授奉直大夫。裔孙邱庚孙，明初随母张氏从福建上杭县迁广东饶平县水口乡。三子邱伯春房衍传于饶平下寨、新丰坝子、建饶白花洋。
謝姓， 開饒始祖 謝福全於元末明初間，從福建漳州小靖(今詔安秀篆)遷移海陽，開創橫溪(今饒平新豐鎮)。福全派下有饒平黃岡、聯饒、樟溪、新圩、錢東、高堂、大埕；潮安、澄海、潮陽、普寧、豐順等。
張姓， 張盛德（西元1306－1377年）又名子預，居大埔縣南山黃竹塘座萬石堂。娶大小妻劉氏、羅氏。劉氏居饒平，生四子，張衍昌、張繼旺、張啟盛、張名卿。羅氏居大埔南山，生四子，張始興、張吒儕、張開昌、張開興（應良）。四子張應良娶妻余氏、曾氏，余氏生一子，張宏度（謚寬九），派遷饒平葵坑(今新豐)。
张姓， 于元朝芝公长房三子先传公由福建宁化石壁洞迁入广东大埔县茶阳肇基公，刘氏妈生下先传公。由大埔县茶阳南山迁入饶平新丰葵坑，明承乐年间张氏念三公迁入海罗地定居。改革开放后，海罗地因山高不便，全部搬迁至本村八角坵附近建房定居，现海罗地无人居住。
刘姓， 南宋绍兴年间，刘氏由广东大埔百侯迁入广东饶平县新丰镇九村洞上(今新丰汕水社区)。明洪武三年（1370）刘氏岳建公又迁移至汕腰石屋村，其后在此耕作，做瓷，至中华民国发展至百人。岳建公迁徙此地，用石头在虎形山虎爪东边建一座屋，坐北向南，谓“石屋”。虎爪全是石山，怪石嶙峋，故名“石屋村”。
刘姓， 刘氏第121世祥公，于唐僖宗乾符二年至六年（公元875—879）黄巢起义时，携子孙由中原避乱，奔福建汀州宁化石壁村择地立业。因此祥公为刘氏南迁福建始祖，由闽入粤始祖开七公在广东梅州市兴宁开基立祖。139世祥富公于明洪武元年（1368）由福建上杭避居于广东海阳县清远都松柏坑，生了八子，祥富公第七子文甫公随母至饶平县九村洞上开祖立业，坝坑村由文甫公第十三世子孙阳一公迁移为坝坑上围，文甫公第十四代子孙焕发公迁入定居坝坑下围，上溪背刘氏为文甫公第七代子孙庭杰公，由山腰迁入定居高楼子，文甫公第十一代子孙耀华公迁入定居溪子唇，中华人民共和国成立后，人民公社时命名为上溪背生产队。刘氏祥富公之子文俊公第八代子孙仕顺公由广东大埔县第三溪迁入定居为桥头，文甫公第十四代子孙嵩岳公由九村半洋迁入定居为南北山，中华人民共和国成立后命名为桥头南北山，合并成桥南。
黄姓， 明天启二年（1622），秀湖公由广东大埔县上下教迁移定居饶平县新丰黄屋村。据黄氏族谱记载，黄氏秀湖公迁徙到此以黄氏姓氏而得名黄屋。
郑姓， 于明朝洪武年间，郑氏祖公于广东饶平上饶西埔迁移新丰中联村郑屋居住形成。因屋前是溪坝又屋围全部姓郑而取名郑屋，曾用名下溪坝。
余姓， 饶平余氏凤岗派衍俗称黄冈城内余、或节度余，避战乱在现饶平新丰镇严寨(今新丰镇扬康圩坝)迁徙到此。